# Christiania
 For alternative betydninger, se Christiania (flertydig). (Se også artikler, som begynder med Christiania)
Christiania (også kaldet Fristaden eller bare Staden) er et område i bydelen Christianshavn i København på øen Amager i Københavns Kommune med et areal på ca. 34 hektar. I år 2010 boede der ca. 630 voksne og ca. 130 børn med folkeregisteradresse på Christiania.
Christiania er Københavns fjerdestørste turistattraktion, som årligt har omkring en halv million besøgende turister, men har tidligere også været præget af omfattende hashhandel og organiseret kriminalitet. Christiania lukkede dog på egen foranledning hashmarkedet  6. april 2024

## Flag
På det første Christiania-skilt blev prikkerne over de tre i'er i navnet malet ekstra store. Disse store prikker er siden blevet symbolet på Christiania og findes derfor i flaget.

## Christiania-området
Christiania omfatter et område på ca. 34 ha på Christianshavn i København. Størsteparten er den tidligere Bådsmandsstræde Kaserne og hele det tidligere ammunitionsareal. Christiania udgør mellem en tredjedel og halvdelen af Københavns bevarede voldanlæg, der strækker sig fra Langebro i syd til Kvinti Lynette i nord og afgrænser Christianshavn mod øst.

## Styreform

### Retsgrundlag
Christiania er som udgangspunkt underlagt det samme retsgrundlag som resten af Danmark.
Redegørelsen om Christiania fra 2003 fastslog, at Christianiaområdet ikke nødvendigvis skal ensrettes med andre byområder, citat:
| Citat                                                                           | Der skal være plads til forskellighed og mangfoldighed i det danske samfund. Men forskelligheden må indpasses inden for de rammer, der i øvrigt gælder for samfundet[...] | Citat |
| -Redegørelse om Christiania, 2003, ved Forsvarsministeren og Justitsministeren. | |       |

Christiania har været underlagt en række særlove, men den 4. juni 2013 besluttede et bredt flertal i Folketinget, at der fra den 15. juli 2013 gælder de samme love og regler på Christiania, som der gør i resten af Danmark. Læs mere om "normaliseringen" af Christiania under afsnittet historie.

### Demokratisk styre
Christianias demokratiske struktur har basis i konsensusdemokrati. Det betyder, at der ikke foretages afstemninger, der skal lyttes til hinanden, til der opnås enighed. Fælles for den demokratiske organisering er, at alle kan deltage og opnå indflydelse.
Christianias højeste myndighed er 'Fællesmødet', hvor emner og problemstillinger drøftes. På Fællesmødet kan alle christianitter møde op og give deres mening til kende.
Alle christianitter har pligt til at følge Fællesmødets beslutninger.
Christiania er opdelt i 14 lokalområder, hvor hvert område har ansvar for de nære beslutninger i nærmiljøet. Kan områdemødet ikke løse et problem, kan det bringes videre til Fællesmødet.
Desuden har Christiania en række møder og grupper: Kontaktgruppemøder hver uge, Økonomimøde, Byggemøde og Områdemødet hver måned. Fællesmøde efter behov.

## Adgangsforhold
Overdragelsen af Christiania indeholder en servitut - en disponeringsbegrænsende bestemmelse for grunden, hvilket betyder, at ejerne af Christiania altid vil være forpligtet til at skabe fri adgang til Christiania. Blandt andet må der ikke sættes hegn op på området.
Christiania ønsker at kontrollere bilkørslen med regler, hvor ærindekørsel er tilladt på Christiania, mens privatkørsel er forbudt.
Besøgende til Christiana kan foretage gratis parkering på Refshalevej, hvor der ikke er nogen tidsbegrænsning, men ParkeringsInfo anbefaler, at der ikke parkeres på Refshalevej, såfremt der er værdigenstande i bilen.

## Kulturelle seværdigheder
Christiania huser blandt andet koncertsalen Den Grå Hal, som har haft store navne som Bob Dylan, Metallica, Red Hot Chili Peppers og The Smashing Pumpkins på besøg, og Musiksteder såsom Børneteateret, Operaen, Nemos søndagskoncerter og Musik Loppen. Derudover består Christiania af en masse mindre foreninger såsom Christiania TV og Christiania Radio 90,4fm.

## Virksomheder
På Christianias område findes der en række erhvervsvirksomheder, hvoraf der kan nævnes Christiania Cykler, Helena Design - Smykker, Kvindesmedien, DELUX og ALIS.
Endvidere findes der en lang række af cafeer og spisesteder på Christiania, som f.eks. Cafeloppen Christiania Streetkitchen/ CafeLoppen (ThaiLoppen), Morgenstedet, Månefiskeren, Woodstock Christiania Copenhagen/Woodstock, Grønsagen, Spiseloppen, Fælleskøkkenet, Cafe Abegrotten/Abegrotten, Baba Food Cafe, Forsamlingshuset Operaen, Morgenstedet, Mr. ShaWarma, Christiania Falafel, Cafe Stortinget/ Stortinget, Christiania's Mandelbod og Cafe Nemoland/Nemoland og masser af boder med mad og drikkevarer og snacks og meget andet.

### Christiania Bryghus
Christiania Bryghus er det første og eneste mikrobryggeri/nanobryggeri på Christiania.
Arbejdet på at etablere Christiania Bryghus blev påbegyndt i 2017 med hjælp fra Amager Bryghus med produktionen af øllene på Christiania Bryghus og dele af produktionen foregår på Amager Bryghus og bryghuset startede brygmæssigt op som kontraktbryggeri, mens det første bryg på Christiania Bryghus først planlægges til 2020 med hjælp fra Amager Bryghus da de står for noget af produktionen og produkter hos Christiania Bryghus siden 2017.
Christiania Bryghus har to øl på flaske "Christiania Pilsner" og "Bombay", som udelukkende sælges hos forhandlerne på Christiania og hos bryghuset selv og også hos nogle få specielt forretninger/butikker og caféer i København. "Bombay" IPA'en var i december 2019 med i Natholdets Julekalender på TV 2 Danmark, hvor den endte med at "vinde".

### Christiania Bryg
Christiania Bryg er et fritfalds-bryggeri og mikrobryggeri/nanobryggeri på Christiania.
Christiania Bryg blev etablere og påbegyndt af øl-klubben Sirius i 2010 på grund af Christiania 39 års fødselsdag i 2010 og Christiania Bryg modtager også hjælp fra Christiania Bryghus.

## Hashhandlen og anden form for kriminalitet
Christiania er kendt for Pusher Street, hvor hash forhandles åbenlyst af pushere, - der blev omsat i år 2003-2004 for over en milliard kroner. I 2011 blev det anslået, at der dagligt bliver foretaget handler med hash 10.000 gange på Christiania.
Narkohandlen er kortlagt med skjulte kameraer og civilklædte betjente, der bekræfter, at hashhandlen på Christiania befæstes af rockergruppen Hells Angels' dominans gennem trusler og vold.
Pusher Streets hashsalg har ført til flere konfrontationer med politiet og en række politirazziaer, hvor der er blevet beslaglagt våben, ammunition, skudsikre veste, hjemmelavede kanonslag, krysantemumbomber og kontantbeløb.
Den omfattende hashhandel er blevet udbredt til andre bydele, f.eks. til Nørrebroparken på Nørrebro.
Om aftenen d. 31. august 2016 blev under et skuddrama skudt to politibetjente og en civil person ved Fredens Ark på Christiania. Efterfølgende blev den formodede gerningsmand – 25-årige Mesa Hodzic af bosnisk oprindelse – skudt, anholdt og sigtet for skyderiet; han havde angiveligt forbindelse til hashmarkedet. Mesa Hodzic døde af sin kvæstelse d. 2. september.
På beboermødet om aftenen d. 1. september 2016 blev det besluttet at rydde Pusher Street for hashhandlere. Næste morgen blev alle boderne fjernet.
Siden 2017 er seks personer blevet dræbt på Christiania; det seneste drab fandt sted den 26. august 2023, hvor en 30-årig mand blev dræbt og yderligere fire personer blev såret.
Den 6. april 2024 blev Pusher Street gravet op, og alle var velkomne til at overvære opgravningen og tage en brosten med hjem.

## Historie
År 1971 rømmede Forsvaret Bådsmandsstræde Kaserne og Ammunitionsarealet, hvorefter der skete en ulovlig indflytning af slumstormere. Den 26. september 1971 ”grundlagdes” fristaden Christiania. Den 13. november 1971 “udgav” Christiania officielt deres grundlov. Forsvarsministeriet anlagde den 1. april 1976 en udsættelsessag, og Højesterets stadfæstede den 2. februar 1978, at Christiania øjeblikkeligt skulle ryddes. Dommen fik imidlertid ikke konsekvenser for fristaden. Folketinget besluttede i 1978, at der skulle udarbejdes en lokalplan for området. I mellemtiden kunne fristaden eksistere under særlige betingelser.
En af initiativtagerne til at lave Christiania var journalisten Jacob Ludvigsen som skrev om sine visioner for stedet i Hovedbladet i 1971. Ludvigsen var også hovedforfatter til Christianias grundlov.
I juni 1989 stemte Folketinget for Christianialoven, hvis formål er at muliggøre Christianias fortsatte anvendelse af området i overensstemmelse med
et landsplandirektiv og en lokalplan. Forsvarsministeriet tildeltes som grundejer en administrativ rolle i forhold til den planmæssige udvikling af Christianiaområdet. I forlængelse af Christianialoven udarbejdede Miljøministeriet i 1991 en lokalplan for
Christianiaområdet, hvor formålet var at fastlægge rammerne for en fortsat anvendelse af området og bebyggelsen, samt at give mulighed for, at beboerne på Christiania fortsat kan anvende området til bolig-, værksteds- og offentlige formål. Endvidere skulle lokalplanen sikre, at Københavns befolkning i højere grad får adgang til at anvende dele af området til rekreative formål, og at de væsentligste arkitektoniske og kulturhistoriske værdier kan bevares for fremtiden. Det historiske voldanlæg skulle derimod udlægges til et åbent og tilgængeligt offentligt rekreativt område til gavn for hele Københavns befolkning. Al beboelse på voldanlægget skulle på langt sigt ophøre.

### Normalisering
Folketinget vedtog i 2004 en omfattende lovændring af Christianialoven, blandt andet med det formål at opnå en væsentlig styrkelse af den statslige forvaltning af området til overgangen til nye ejerformer. Daværende Slots- og Ejendomsstyrelsen (i dag Styrelsen for Slotte & Kulturejendomme) fik til opgave at udarbejde en plan for normaliseringen og at overvåge, at det byggestop, som Christianialoven har medført, blev overholdt. Det medførte, at en del af de kulturelle projekter og indslag, som Christiania ellers er kendt for, ikke kunne gennemføres; i 2005 blev Christianias Cirkus lukket og fjernet af politiet på foranledning af styrelsen, ligesom christianitterne flere gange har fået afslag på gennemførelse af boligsociale projekter, herunder en konkurrence i samarbejde med Arkitektskolen om økologisk bæredygtige fremtidige boformer.[kilde mangler]
Christiania skulle 1. februar 2007 nedrive de første 50 huse som et led i normaliseringsprojektet.[kilde mangler]
Christiania havde anlagt sag mod staten for at få fastslået, om christianitterne har vundet hævd på området. Sagen førtes med opsættende virkning, og christianitterne håbede på den måde at hindre, at en nedrivning skete, før en egentlig afgørelse af ejerforholdene var på plads. Ved Østre Landsrets dom af den 26. maj 2009 tabte christianitterne søgsmålet, idet landsretten afviste, at der var vundet hævd på området .
Forhandlingsgruppen kom herefter med en model til et fremtidigt Christiania, med boligforeningen KAB og fonden Realdania i ryggen, men forhandlingerne førte ikke til enighed.
Den 18. februar 2011 stadfæstede Højesteret Landsrettens dom, derved blev det endeligt afklaret, at staten har ejendoms- og brugsretten til området. Senere på året blev Christianias beboere tilbudt at købe en lille centrale del af området af staten hvilket blev accepteret af beboerne på Christiania fællesmødet den 20. juni 2011. Den 22. juni 2011 indgik Christiania og staten aftale om ejerskabet til Christianiaområdet. Denne aftale dannede grundlag for, at bygninger og arealer på Christianiaområdet blev overdraget til en fond, Fonden Fristaden Christiania, den 1. juli 2012, der solgte folkeaktier for at skaffe 76,2 millioner kroner, som staten krævede for området. Den 13 marts 2013 fremsatte klima-, energi- og bygningsminister Martin Lidegaard et lovforslag om at ophæve særloven for Christianiaområdet pr. 15. juli 2013. Dette lovforslag blev vedtaget i Folketinget den 4. juni 2013. Fra den 15. juli 2013 gælder de samme love og regler på Christiania, som der gør i resten af Danmark.

## Film om Christiania
- Christiania - Commune in Barracks, (1976) af Klaus Stanjek
- Christiania, (1977) af Ove Nyholm og Flemming Colstrup
- Christiania, du har mit hjerte (1991) af Nils Vest
- Christiania, (2004) af Jeppe Gaardboe[46]
- Cirkus Krigen (2006) af Jørn Balther
- Kulturkrigen (2007) af Jørn Balther